# Susan Eckstein
Susan Eva Eckstein (* 26. Mai 1942) ist eine US-amerikanische Soziologin. Sie lehrt und forscht als Professorin für Soziologie und Internationale Beziehungen an der Boston University. Ihr Forschungsschwerpunkt ist lateinamerikanische Politik. 1997/98 amtierte sie als Präsidentin der Latin American Studies Association.

## Leben
Ruth Eckstein ist die zweite Tochter des deutschamerikanischen Journalisten George Eckstein (1909–1995) und der Malerin und Grafikerin Ruth Eckstein (1916–2011), die 1939 in die USA geflohen waren. Sie machte ihren Bachelor-Abschluss (Hauptfach Soziologie) am Beloit College und wurde an der Columbia University zur Ph.D. promoviert. Seit 1974 war sie Visiting Assistant Professor of Sociology an der University of California, Santa Barbara und ab 1989 Adjunct Professor of Political Science an der Columbia University. Dort war sie zeitweilig Research Assistant bei Immanuel Wallerstein. Seit 1995 ist sie Hochschullehrerin an der Boston University. Außerdem war sie dreimal Fellow am Radcliffe Institute for Advanced Study der Harvard University. Seit 1990 führten sie fast jährlich Forschungsreisen nach Kuba; zudem unternahm sie je vier Forschungsreisen nach Mexiko und Bolivien, betrieb aber auch Feldforschung unter lateinamerikanischen Einwanderern in Miami, Union City und Boston.
Für 2023 wurde Eckstein der Silvert Award der Latin American Studies Association (LASA) zugesprochen.

## Schriften (Auswahl)
- Cuban Privilege: The Making of Immigrant Inequality in America. Cambridge University Press, Cambridge 2022, ISBN 978-1-108-83061-4.
- The immigrant divide. How Cuban Americans changed the US and their homeland. Routledge, New York 2009, ISBN 978-0-415-99922-9.
- Back from the future. Cuba under Castro. 2. Auflage. Routledge, New York 2003, ISBN 0-415-94793-6.
- als Herausgeberin: Power and Popular Protest. Latin American Social Movements. 2. Auflage. University of California Press, 2001, ISBN 0-520-22705-0.
- The poverty of revolution. The state and the urban poor in Mexico. 2. Auflage. Princeton University Press, Princeton 1988, ISBN 0-691-02282-8.